# دين ديكسون
دين ديكسون (بالإنجليزية: Dean Dixon)‏ هو موزع أمريكي، ولد في 10 يناير 1915 في نيويورك في الولايات المتحدة، وتوفي في 3 نوفمبر 1976 في زوغ في سويسرا.

## وصلات خارجية
- دين ديكسون على موقع ميوزك برينز (الإنجليزية)
- دين ديكسون على موقع ديسكوغز (الإنجليزية)